# Truus van Aalten

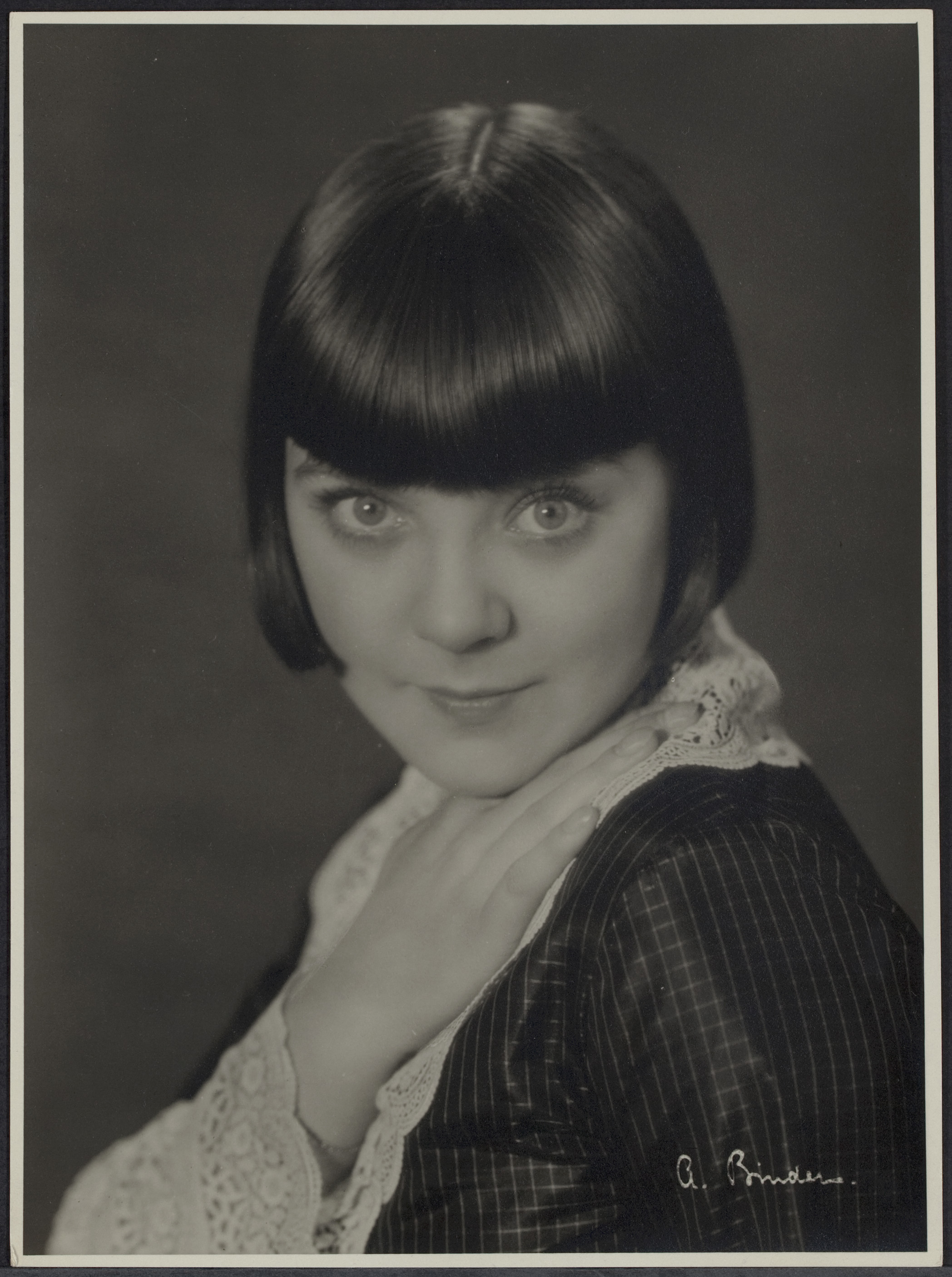

Truus van Aalten, född 2 augusti 1910 i Arnhem, Nederländerna, död 27 juni 1999 i Warmond, Nederländerna, var en holländsk skådespelare. Hon gjorde karriär i Weimartyskland och medverkade under åren 1926–1939 i nära 30 filmer.